# Break The Silence
Break The Silence je druhá deska zpěváka Sámera Issy, ve které se více přiblížil oblíbenému stylu R'n'B, tentokrát jej však nekombinoval s popem, ale s hip hopem. Na desce vydané v roce 2005 spolupracoval výhradně s českými producenty Ondřejem Brzobohatým, DJ Wichem, DJ Neo. Ve skladbě „Move“ hostuje Martina Balogová a na desce je také duet „Hot and Wet“ s českou zpěvačkou Victorií.
Alba se prodalo více než 8 000 kusů a bylo oceněno zlatou deskou.
K desce byl natočen jeden klip, a to k pilotnímu singlu „Až zastavíme čas“, který byl také později natočen v ruském jazyce. Deska vyšla u vydavatelské společnosti SONY BMG.

## Písně
1. Intro
2. Move (Martina Balogová)
3. Breath
4. Až zastavíme čas
5. Just The Girl
6. Cold Wind
7. Break The Silence
8. Come And Get It
9. Chtěl bych
10. Hot And Wet (duet s Victorií)
11. Beautiful Feeling
12. Sister
13. My rapsong